# سیارک ۴۱۱۰۷
سیارک ۴۱۱۰۷ (به انگلیسی: 41107 Ropakov، نامگذاری:1999VX72) چهل و یک هزار و صد و هفتمین سیارک کشف شده‌است که در ۱ نوامبر ۱۹۹۹ کشف شد.